# Le Drame des Jardies
 (mai 2018).
- Si vous ne connaissez pas le sujet, laissez ce bandeau (vous pouvez alors contacter les auteurs).
- Si vous supprimez le contenu mis en cause (vous pouvez préalablement contacter les auteurs),

argumentez précisément cette suppression dans la page de discussion
(un manque de référence n'est pas un argument ; une recherche réelle de référence doit avoir été effectuée, être formellement documentée).
Le Drame des Jardies est un « roman contemporain » de 315 pages, écrit par Léon Daudet et publié en 1924 chez Arthème Fayard. Le titre fait référence à la mort de Léon Gambetta, le 31 décembre 1882, dans la maison des Jardies, demeure qu'il partage à Sèvres avec sa compagne. Celle-ci, Léonie Léon, fut pendant dix années sa très discrète égérie, et il s'apprêtait à l'épouser.

« « C’est un fou furieux » a dit l’un de Gambetta. « Il y avait derrière lui de l’éloquence, de la bonne humeur, de l’optimisme » a dit un autre.
Le premier est Thiers. Le second Léon Daudet. Car à écrire son nouveau roman, Le Drame des Jardies, Léon Daudet s’est pris d’une obscure sympathie pour son héros, qu’il avait déjà vu, tout petit, chez son père, et c’est pour cela sans doute que cet ouvrage est si dramatique, si vivant, si coloré : le tableau d’une époque, en même temps qu’une tragique aventure amoureuse. »

— Le Temps - Gambetta et Léon Daudet - 26 juillet 1924 (page 3)

## Un Gambetta sous influence
Sous la plume de l'écrivain nationaliste et polémiste, membre de l'Action française, la fin tragique de Gambetta dans Le Drame des Jardies représente cependant moins du dixième de l'ouvrage : celui-ci est consacré à démontrer le rôle masqué de l'Allemagne victorieuse et, plus précisément du chancelier Bismarck, dans la fondation de la Troisième République, puis dans les orientations de la politique intérieure et étrangère du nouveau régime. L'intérêt bien compris de l'Allemagne luthérienne, unifiée après sa victoire de 1870, est celui d'une France isolée, républicaine plutôt que monarchiste ou impériale, une France pourquoi pas colonialiste, si cela la détourne de reconquérir l'Alsace et la Lorraine, et dans tous les cas : une France laïque et anticléricale.
S'attachant davantage à la période 1877-1882, au moins en sous-titre, Daudet met en scène, sous leur véritable nom, les personnages de son roman, dont plusieurs reçoivent leurs consignes depuis Berlin. Consignes visant à manipuler celui dont le refus de la défaite, les talents oratoires, l'opposition au Second Empire, les savantes manœuvres, les positions clairement républicaines, pro-Revanche et anticléricales, avaient assuré la très grande popularité, un rôle politique de premier plan... et toute l'attention du chancelier : 

« Tout de suite, [Bismarck] mit la conversation sur le sujet qui lui tenait à cœur : Gambetta, la lutte anti-cléricale et le rapprochement franco-allemand permettant, vis-à-vis de la Russie arrogante et de Rome oscillante, une politique plus ferme et même rude. Dans le camp républicain, une femme suivait cette politique : Madame Léonie Léon, dite l'agent 17, toute puissante sur l'esprit et les sens de Gambetta. Une autre femme la contrecarrait, Mme Edmond Adam, veuve de l'ancien préfet Adam, nature indomptable, héroïque et pure, douée d'un esprit politique aigu et attachée à l'idée de revanche et du rapprochement avec la Russie. »

— 
Outre Léon Gambetta, Léonie Léon et Otto de Bismarck, apparaissent notamment le prince et futur chancelier Clovis de Hohenlohe, ambassadeur en titre de l'Allemagne en France, l'industriel et comte Guido Henckel von Donnersmarck, ancien gouverneur de Lorraine occupée, et son épouse demi-mondaine la Païva, qui tiennent salon et intriguent presque ouvertement, tant dans le château de Pontchartrain de l'un, qu'en l'hôtel particulier des Champs-Élysées de l'autre. Leurs portraits sont brossés ou détaillés avec le talent critique que l'auteur mettra par la suite dans ses Souvenirs des milieux littéraires, politiques, artistiques et médicaux. La psychologie des trois personnages principaux est plus fouillée, non sans humour et une certaine admiration pour le premier, une certaine tendresse malgré tout pour l'amour des deux autres.
Il faut noter que Léon Gambetta fut le grand ami du père de l'auteur, Alphonse Daudet, en dépit d'une période de refroidissement, ainsi que le rappelle Léon Daudet dans un article de présentation de son livre, le premier d'une longue série dans L'Action française, alors quotidien. Le Gambetta truculent et bon-vivant, amusant, amouraché et un peu falot, recueille ainsi sa sympathie : « D'ailleurs, son charme était dans la simplicité et le naturel » lit-on dans le même article. Mais il n'en est pas de même du Gambetta tribun politique : « Je le considère comme un niais, dupe d'une jolie femme, qui appartenait à la police allemande ; et c'est tout. Il m'inspire même une certaine pitié, comme Waldeck-Rousseau, son continuateur en anticléricalisme ». Ou encore : « Un hâbleur, séduisant, lettré et bohème, tel était en effet l'amant, et au bout du compte, la victime, de la belle et malheureuse Léonie Léon. Sa réussite extraordinaire et précoce [entre trente et quarante ans] le grisa et l'amena à commettre des fautes irréparables contre l'intérêt de son pays ».

Quelles fautes ? : 

« (...) plusieurs voyages de Gambetta en Allemagne, voyages clandestins, effectués dans le temps même où il se faisait applaudir, en France, comme l'irréductible apôtre de la Défense nationale et l'intraitable président de la Commission de l'Armée à la Chambre. Une telle duplicité laisse à réfléchir. Le moins que l'on puisse dire de Gambetta, c'est qu'il a menti au peuple français. »

— 

## La rencontre de Varzin
En particulier, Daudet soutient qu'une rencontre secrète entre Gambetta et Bismarck a lieu dans la belle propriété de ce dernier à Varzin. Il en décrit tous les détails dans Le Drame des Jardies : la préparation, le voyage en compagnie de Léonie, le déroulement de l'entrevue avec le chancelier.
Rencontre que contestent tous les historiens défenseurs de la mémoire du grand homme de la république, mais également l'historien académicien ami de Daudet, Jacques Bainville, dans son ouvrage consacré à Bismarck,. Selon Bainville, déjà traducteur de la correspondance secrète échangée avec Bismarck dans cette période et publiée en 1915 par Marie de Roux dans son livre : La République de Bismarck, la rencontre aurait été annulée au dernier moment par Gambetta, de peur de se compromettre. La rencontre a certainement été projetée, ainsi qu'en témoignent les échanges entre Henckel à Bismarck (23/12/1877 et suivants), ainsi selon toute vraisemblance que la lettre écrite par Léon Gambetta a sa maîtresse le 11 mars 1878 : « Tu as triomphé de mes dernières résistances; c'est fait, nous irons là-bas avec toutes sortes de précautions, de lisières », ainsi enfin que rapporté par Juliette Adam dans le septième et dernier volume de Mes souvenirs : Après l'abandon de la revanche.
En dépit donc de l'avis des historiens, Daudet écrit dans l'Action française du 18 août 1924 : 

« Je n'ai rien inventé. D'ailleurs, je ne reproche nullement à Gambetta d'avoir vu Bismarck et d'avoir conversé avec lui. Je reproche à Gambetta d'avoir nié qu'il avait vu Bismarck, qu'il ait déclaré la guerre aux catholiques français sous l'influence et sur l'ordre de Bismarck ; d'avoir eu, en un mot, une attitude mensongère, non conforme à la réalité. »

— 

## Le rôle de Léonie Léon
Selon Daudet, Gambetta est donc « victime, de la belle et malheureuse Léonie Léon », qui pendant dix ans l'aurait manipulé à dessein, elle-même étant notamment sous l'emprise de Thérèse Lachmann, épouse de Henckel et plus connue sous le nom Païva de son deuxième mari, et incontestablement espionne au service de Berlin. « Malheureuse Léonie », car celle-ci tombe véritablement amoureuse de l'homme qu'elle est chargée, par le couple Henckel-Païva, de conquérir au bénéfice de la politique allemande. Après avoir dressé un premier portrait peu flatteur de « l'agent n°17 » au chapitre II, Daudet au contraire ne cache rien dans le chapitre suivant, notamment pages 66 et suivantes, des états d'âme et des remords de cette femme profondément catholique, au passé déjà douloureux (le suicide d'un père, une première liaison malheureuse...) et contrainte au mensonge permanent.
Du fait de son intelligence, Léonie s'accorde au mieux avec Gambetta qui n'a de cesse de vouloir l'épouser, ce à quoi elle se refuse, d'abord sous l'injonction de « la Païva », puis par amour : ne pas entacher de son passé médiocre l'homme fort de la république et surtout, toujours selon Daudet, du fait de l'inavouable tromperie allemande. Une faute qui permet à l'auteur de bâtir un dénouement bien éloigné de la version officielle des évènements des Jardies, selon laquelle Gambetta se blesse sérieusement à la main et au bras en voulant extraire une balle coincée dans le canon de son revolver. Blessure accidentelle, peu grave en soi, mais qui, chez un homme affaibli par l'hémorragie, physiquement usé par toute une vie trépidante, et moralement atteint par ses derniers échecs politiques, provoque une série de réactions et d'abcès internes le conduisant à la mort, un mois plus tard, malgré l'assistance de médecins aussi impuissants que réputés.

Dans la version de Daudet, c'est plutôt ce même jour, la veille de l'annonce publique du prochain mariage, que s'exerce la vengeance du couple Henckel-Païva, qui voit leur agent échapper à leur influence : le facteur remet à Léon Gambetta une enveloppe recommandée, sans courrier d'accompagnement mais contenant une photographie et : 

« (...) trois reçus d'une même somme de quatre mille francs, portant sur trois trimestres consécutifs, et où se lisait, avec le nom du comte Henckel, la signature de Léonie Léon. Puis une liste de généraux en activité, avec annotations et chiffres joints, d'une longue écriture de pensionnaire, que Gambetta reconnut immédiatement. Enfin, le portrait était celui de Léonie, avec dédicace, affectueuse et humble, à la Païva. Aucun doute sur l'authenticité. (...) La photographie portait une date : novembre 1874. C'était seulement l'année suivante que Gambetta avait présenté sa maîtresse à la Païva, en grand mystère, à l'hôtel des Champs-Élysées. Sans doute y avait-il erreur. Mais le ton était bizarre : « À Madame la comtesse Henckel, puissante et bienfaisante. Sa petite esclave qui lui doit tout : L. L. »

— 
Quand Gambetta se présente à Léonie, déjà prêt à l'indulgence mais les traits décomposés et ces papiers à la main, elle comprend aussitôt et, chancelante, tombe sur sa table à coiffer dont le tiroir s'ouvre, libérant le fameux révolver qu'elle saisit et tourne vers elle. C'est en voulant empêcher Léonie de se suicider qu'il est victime du coup de feu aux conséquences fatales.

## Réalité, imagination ou calomnie?
Dans le premier article d'une très longue série consacrée à la promotion ou à la défense de son roman, ou plus généralement de sa vision des évènements qui s'y attachent, Léon Daudet déclare : 

« Je me hâte d'ajouter qu'il ne s'agit, ici, ni d'un pamphlet ni d'un ouvrage de polémique. Il s'agit d'un drame amoureux, connu seulement des intimes et de quelques contemporains du tribun à la double-face, appuyé sur une correspondance et des documents authentiques, mais lacunaires. J'ai, de mon mieux, comblé ces lacunes (...). »

— ,
S'il existe des lacunes, ce serait plutôt dans les preuves qu'apportera Daudet par la suite, quant aux très graves accusations visant Léonie Léon. Dans son livre, le contenu de la fameuse enveloppe disparaît dans les flammes de la cheminée des Jardies : la Léonie du roman ne manque pas de présence d'esprit en détruisant ces documents accablants, et rend bien service à l'auteur, auquel, de ce fait, on ne pourra reprocher ne pas les produire.
Si la correspondance allemande traduite par Jacques Bainville témoigne d'une ingérence non surprenante de l'Allemagne dans les affaires françaises, elle ne fait pas apparaître de manquements graves de la part de Gambetta, passé, en une petite dizaine d'années, d'une position de Revanche à une posture plus tournée vers la coopération et la recherche de la paix. Les premières étapes, les premiers contacts nécessitant une grande discrétion.
La réputation et le rôle de Léonie sont ternis, dès le décès de Gambetta, par divers journaux de droite, dont L'Intransigeant d'Henri Rochefort,,,.
Après sa mort en 1906, et presque vingt ans avant que Daudet se soit saisi des Jardies, Léonie Léon trouve un premier défenseur de sa mémoire, en la personne de Francis Laur (qui, jeune patriote, a rejoint Gambetta à Tours en octobre 1871). Par fidélité au « dictateur de Tours », Francis Laur écrit, dans Le Cœur de Gambetta, son propre roman de l'amour des deux êtres, voulu plus proche de la réalité et très différent de ce qu'en fera Daudet. Il y ajoute la correspondance de Gambetta, à lui confiée par Léonie, et enfin quelques lettres de cette dernière à une amie, l'épouse du diplomate Marcellin Pellet, qui l'assiste pendant un quart de siècle dans sa solitude de veuve. Les lettres-réponses de Gambetta soulignent l'intelligence politique de sa discrète et indispensable conseillère, qualités que ne nie pas Daudet. Mais loin de pousser Gambetta dans la voie d'un anticléricalisme forcené, comme l'aurait voulu l'alignement aux vues de Bismarck, Léonie se montre la femme du compromis. Telle que décrite par Laur dans une section intitulée : « Léon Gambetta, Léon XIII et Léonie Léon », une mission secrète, dont Gambetta la charge auprès du pape, témoigne de ce qu'aurait pu être en France une séparation beaucoup moins traumatisante entre l'Église et l'État que celle de 1905. Et Pierre-Barthélémy Gheusi, soutient la même ligne dans le dernier chapitre de Gambetta par Gambetta en 1909. Deux auteurs que Léon Daudet ne manquera pas d'égratigner dans l'Action Française, s'attirant une réplique du second dans les colonnes du Figaro, dont il est directeur.
C'est en juillet 1934 que l'historien Émile Pillias, cofondateur deux ans plus tard de la Société d'histoire de la IIIe République, publie : Léonie Léon, Amie de Gambetta. Selon lui : « un livre d'Histoire, impartial et précis. Il ne contient pas une affirmation, pas un jugement, pas un mot, qui ne s'appuie sur un document, sur un témoignage, sur un fait ». À de très nombreuses reprises, l'auteur se démarque complètement de Francis Laur, coupable de propager des « absurdités », voire des faux (p. 126-127), d'inventer complètement, par exemple, la mission auprès du pape Léon XIII (p. 143-146).
Ce livre est préfacé par Marcelin Pellet, une préface qui décrit un étrange comportement de la confidente de son épouse quant au legs des lettres reçues de Gambetta. Le livre reproduit environ 140 lettres ou extraits adressés par Léonie à Madame Pellet, après la mort de Gambetta, et contient également, outre les portraits photographiques de Léonie et de Gambetta : celui de Louis-Alphonse Hyrvoix, dont elle a eu un fils, Alphonse, présenté comme son neveu et pris comme tel par Daudet. Au moment de leur liaison, Hyrvoix est « Inspecteur Général de Police des Résidences Impériales », et sera écarté, après l'Empire, comme Trésorier-payeur-général du Jura. Pillias a soigneusement exhumé la généalogie de Léonie, partiellement créole, et beaucoup de détails ignorés de Daudet. Il décrit la très variée carrière militaire de son père et sa soudaine folie : il se suicide. De même, la sœur de Léonie sera internée en asile. Avec ce passé familial chargé, ce lien policier et un premier enfant, s'expliquent les réticences de Léonie à épouser Gambetta, afin de le préserver, sans avoir à y ajouter la question d'un mariage religieux, ou l'interdiction formulée à « l'agent 17 » par Bismarck via le couple Henckel, comme l'imagine Daudet dans Le Drame des Jardies.

Émile Pillias recense scrupuleusement tous les voyages en Allemagne de Gambetta, seul ou en couple : 1875 à Berlin (p. 84), 1876 à Mayence - Francfort - Leipzig - Dresde - Mersebourg (pour assister, au QG de l'Empereur Guillaume, aux manœuvres militaires d'automne !) - Berlin - Hanovre - Magdebourg - Carlsruhe, en 15 jours, parfaitement incognito (ou presque) car ayant coupé sa barbe (p. 87-88), en octobre et septembre 1881 à Dresde, pour retrouver Alphonse, où il a été scolarisé, et en profiter pour visiter en couple le château de Friedrichsruhe, en absence de son propriétaire, le chancelier (p. 118-119). Émile Pillias explique : 

« Anxieux d'informations exactes, c'est pour se documenter sur place qu'il avait à plusieurs reprises franchi la frontière, incognito. Et chaque année, jusqu'à sa mort, il devait continuer à le faire. (...) Il était d'une surprenante habilité, malgré son physique si connu et qui devait transparaître sous les grimes les plus minutieux, à «se glisser sans le moindre accroc au plus épais des fourrés de l'adversaire». »

— 
  Inversement, dans Le Figaro du 28 juillet 1924, le témoignage de Pierre-Barthélémy Gheusi indique :

« Il ne passait inaperçu nulle part. Son physique, si particulier et si populaire, était connu de toute l’Europe. Trente témoins auraient signalé son passage et sa visite dans le domaine de Bismarck, assiégé sans cesse de touristes et de badauds. Chaque fois qu’il parcourait l’Allemagne, la police secrète de l’Empire prussien était à ses trousses et informait Varzin de ses moindres gestes. »

— 
Dans la liste d'Émile Pillias ne manque finalement que le déplacement à Varzin, le voyage étant bien projeté en 1877 et 1878 mais ajourné (p. 98-118). Sont reproduits au cours de cet épisode les télégrammes éloquents adressés par Henckel à Bismarck figurant déjà dans l'ouvrage de Bainville : « Primeurs demandées pour le moment introuvables, malgré recherches minutieuses. Envoi ne pourra arriver avant huitaine. Détails partent ce soir. Henckel » (12 avril 1878, p. 109), puis : « Envoi part dimanche, arrive Berlin lundi soir, sera mardi à votre disposition, détails suivent. Henckel » (23 avril 1878, p. 111).

Concernant ce qu'il est dit à ce sujet dans Le Cœur de Gambetta de Francis Laur et Le Drame des Jardies de Léon Daudet, Émile Pillias est sans appel : 

« Il suffit de lire une fois ce récit pour voir qu'il n'est qu'un assemblage maladroit, dans un style d'une niaiserie lamentable, de bribes et de morceaux aisément reconnaissables, pris ici et là, dans la Nuova Antologia (Crispi), dans la lettre d'Herbert de Bismarck à Henckel, et... dans l'imagination de l'auteur. C'est cet arlequin (modestement qualifié de «magnifique» par Laur lui-même) que M. Léon Daudet, entré tête baissée dans le panneau, a appelé un «capital ouvrage», ajoutant : «Le récit de l'entrevue par Francis Laur porte un caractère, non de vraisemblance, mais de certitude» (sic). Comment expliquer, - sinon par l'esprit de parti le plus obtus ou par la mauvaise foi la plus flagrante, ce qui est à peu près synonyme, - que de telles pauvretés aient pu, un seul instant, faire illusion ? »

— 
Pour Émile Pillias, Léonie Léon n'est aucunement l'espionne, au service de l'étranger, décrite par Daudet : elle n'a jamais eu la moindre relation avec le couple Henckel (p. 134-135) et ne parle pas un mot d'allemand. Et le coup de feu fatal résulte de la seule imprudence de Gambetta, version officielle.

## Un ouvrage révélateur
Un siècle plus tard, celui dont le cœur repose au Panthéon reste honoré par quantité d'hommages, d'ouvrages, de noms de rues, de places, de collèges et lycées, tandis que Le Drame des Jardies est tombé dans l'oubli.
Mais en visant la sincérité, l'honnêteté intellectuelle, l'indépendance d'esprit de Gambetta, et avec un contenu véritablement diffamatoire en ce qui concerne Léonie Léon, Le Drame des Jardies montre que la forme romancée permet un luxe de détails qui rendent particulièrement crédibles les situations et les dialogues. Inversement, en semblant moins objectif que le déclare son auteur, ne serait-ce que par son ton péremptoire et un parti-pris mal caché, l'ouvrage d'Émile Pillias ne clôt pas définitivement la part de mystère entourant Léonie Léon, ces zones d'ombre qui ont donné du grain à moudre à tous ceux qui, en la noircissant, visaient bien entendu le fondateur de fait de la IIIe République, et ceci bien avant que Daudet se saisisse du sujet. Aussi, Susan Foley et Charles Sowerwine, universitaires australiens peuvent-ils écrire dans leur ouvrage A Political Romance: Léon Gambetta, Léonie Léon and the Making of the French Republic, 1872-82 : « Pillias wrote his 1935 biography of Léonie Léon to redeem her memory and thus defend Gambetta, but it failed in its aim. (Pillias a écrit sa biographie de 1935 de Léonie Léon pour restaurer sa mémoire, et donc défendre Gambetta, mais il a échoué dans son but,) ».
Le Drame des Jardies est révélateur des tensions extrêmement vives et persistantes qui accompagnent la naissance de la Troisième République, puis la querelle religieuse, tensions que la première guerre mondiale ne suffit pas à atténuer. L'esprit de « la Revanche » reste largement partagé, animé notamment par Juliette Adam, qui voit d'un très mauvais œil les tentatives de normalisation menées par son ami Gambetta. Et selon Daudet dans son roman : « S'il avait écouté Mme Edmond Adam - le seul « homme d'État » de cette époque pauvre et décisive - qui lui rappelait le devoir, mais aussi le chemin du succès solide, son laurier et sa vie eussent été saufs. Mais le pauvre dictateur avait le bandeau d'Eros ; et parce que Léonie avait la peau douce, la voix mélodieuse et des yeux profonds, il lui attribuait du génie, avec la sagesse universelle ». Alors que Daudet cite Juliette Adam parmi ses sources, on ne trouve pourtant aucune mention de Léonie Léon dans Mes souvenirs, alors que le rôle de Henckel et de la Païva y est abondamment décrit .
Ce qui manquait à l'Histoire pour définitivement écarter les allégations du Drame des Jardies : les lettres écrites par Léonie à Gambetta.
Celles-ci sont acquises par l'État français en 1984, et conservées à l'Assemblée nationale : un fonds de 1076 lettres. Leur publication témoigne, cette fois directement, des qualités humaines et politiques de l'égérie, dont on ne pouvait se faire une idée qu'à travers sa correspondance à Madame Pellet ou à travers les réponses de Gambetta. « Ces lettres, étudiées à la lumière des théories d’épistolarité, nous démontrent les richesses d’un discours d’amour façonné par un désir autant politique que personnel » écrit Susan Foley dans la revue Clio, tandis que Charles Sowerwine ajoute, dans un deuxième article : « il s’agissait d’une relation foncièrement politique néanmoins limitée par l’ordre sexuel de l’époque, car l’exclusion politique de la femme restait inhérente à la mentalité républicaine, ».
Le temps a passé, et Le Drame des Jardies peut se lire aujourd'hui en considérant avec distance tout ce qui, dans le contexte des années 1920, en faisait une arme de guerre.